# Bouchevilliers

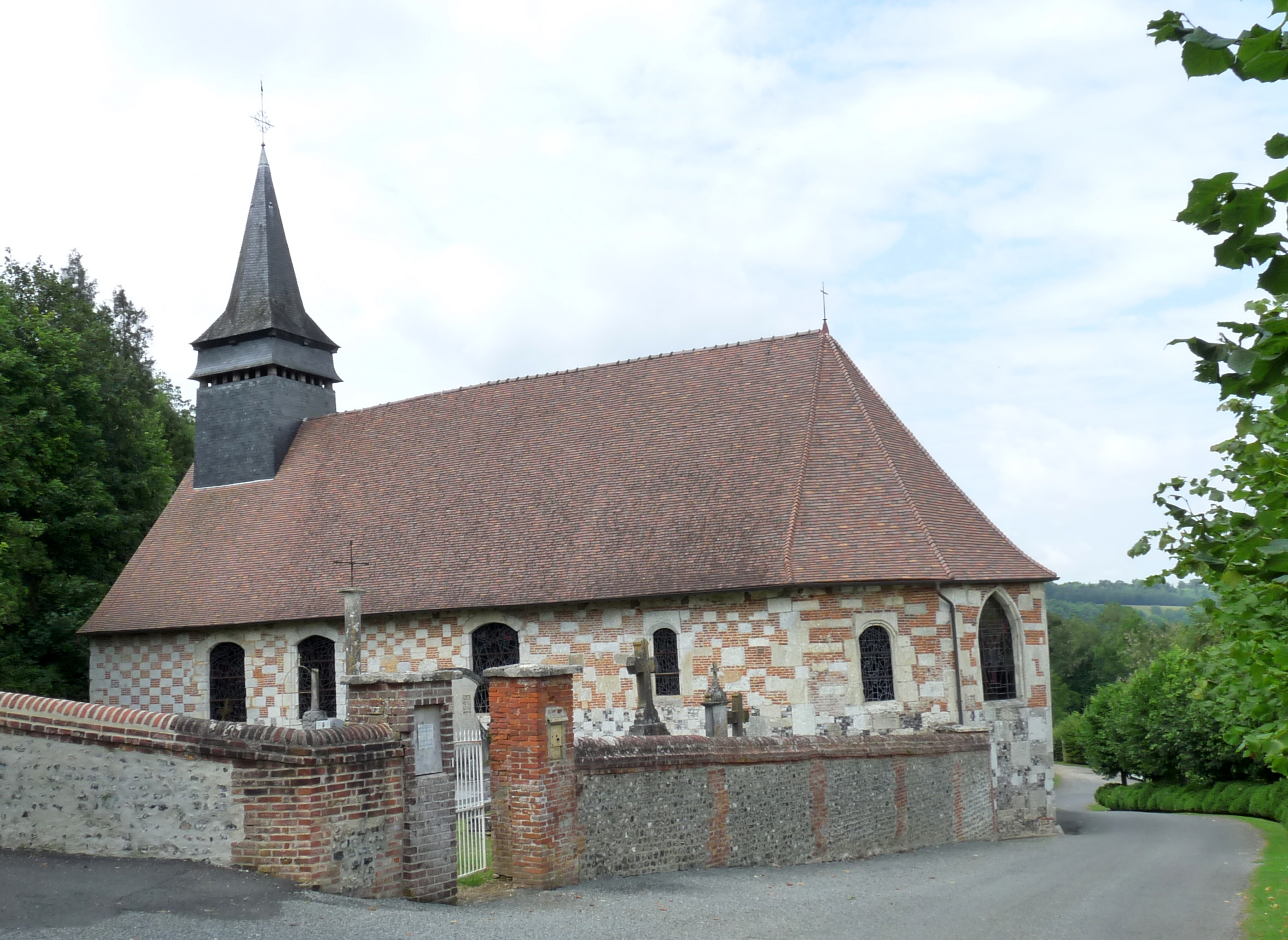
Kerk

Bouchevilliers is een gemeente in het Franse departement Eure (regio Normandië) en telt 75 inwoners (2009). De plaats maakt deel uit van het arrondissement Les Andelys.

## Geografie
De oppervlakte van Bouchevilliers bedraagt 4,5 km², de bevolkingsdichtheid is dus 16,7 inwoners per km².
De onderstaande kaart toont de ligging van Bouchevilliers met de belangrijkste infrastructuur en aangrenzende gemeenten.

## Demografie
Onderstaande figuur toont het verloop van het inwonertal (bron: INSEE-tellingen).